# 龍鼓灘巴士總站
龍鼓灘巴士總站（英文：Lung Kwu Tan Bus Terminus）位於香港屯門西部郊區的龍鼓灘路近龍鼓灘北朗村村口，在龍鼓灘村公所的對面。

## 歷史
龍鼓灘於輕鐵通車前，是沒有任何專利巴士服務，只有往來屯門碼頭至本總站的綠色專線小巴44號。輕鐵在1988年9月中正式通車後，九鐵開辦首條輕鐵接駁巴士520線，當時由龍鼓灘前往屯門碼頭。
當時的總站位於村公所前、直至全新雙線雙程行車的龍鼓灘路通車後、才搬至現有總站。
到了1999年5月1日，九鐵巴士把520線及A51線（往來屯門碼頭及踏石角）合併成A52線，並以屯門市中心為總站。2003年12月20日，九廣西鐵通車，路線延長至屯門站，並更改路線編號為K52。

## 總站路線

### 港鐵巴士K52綫
- 悅湖山莊 ↔ 龍鼓灘

港鐵巴士營運的一條屯馬綫接駁巴士路綫，行走龍鼓灘至屯門站，經輕鐵蝴蝶站、屯門碼頭、兆禧苑、恆福花園（即三聖站）、置樂花園、屯門市中心，是龍鼓灘、踏石角、屯門內河碼頭一帶唯一公共交通服務。

### 港鐵巴士K52P綫
- 龍鼓灘→屯門站

由港鐵巴士營運的一條路線，於2024年2月5日投入服務，途經望后石、蝴蝶灣、屯門碼頭、新屯門中心、龍門居及屯門工業區，只於星期一至五上午繁忙時間提供服務。